# Grozni
Grozni (en checheno: Соьлж-ГІала, tr.: Solj Ghaala; en ruso: Грозный) es la capital de la República de Chechenia, sujeto federal de Rusia. Tenía unos 291 000 habitantes en 2017.
La ciudad está situada a orillas del río Sunzha, en las estribaciones septentrionales de la cordillera del Cáucaso, en una de las áreas petrolíferas más ricas de Rusia. Varios oleoductos y líneas férreas unen Grozni con el mar Caspio y el mar Negro. Sus plantas industriales producen equipamiento para campos petrolíferos, petróleo refinado y productos químicos.

## Historia
Grozni fue fundada por el zar Alejandro I de Rusia en 1817, siendo utilizada por los cosacos como fortaleza a principios del siglo XIX, antes de que la industria petrolera comenzara a desarrollarse a partir de 1893.

### Guerras de Chechenia

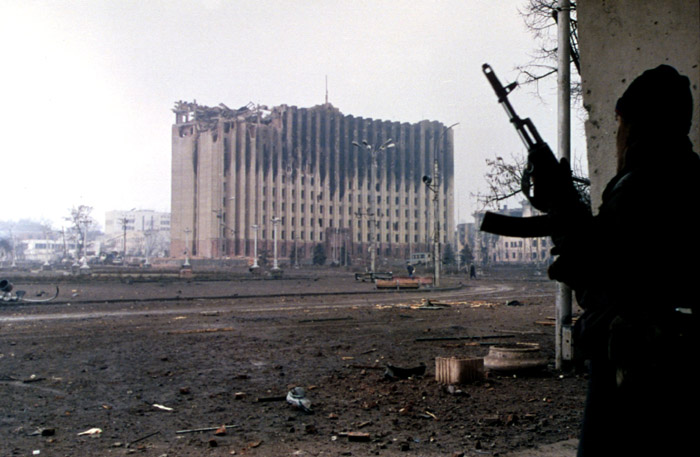
Estado de ruinas de la ciudad de Grozni después de la primera guerra chechena.

Los enfrentamientos entre los separatistas chechenos con las tropas rusas mantenidos a lo largo de la década de 1990 provocaron la total destrucción de la ciudad.
Grozni fue tomada por el Ejército ruso durante la primera guerra chechena, pero la guerrilla independentista la volvió a ocupar en 1996. En 1999, durante la segunda guerra chechena, Grozni fue definitivamente conquistada por el ejército ruso.
La sede del gobierno de la República de Chechenia, que se estableció en la ciudad, fue destruida el 27 de diciembre de 2002 en un ataque suicida de los insurgentes separatistas.

### Situación actual
Hoy los ataques terroristas persisten en la región, pero son cada vez más esporádicos. La ciudad está en gran parte reconstruida. Las comunicaciones por tren fueron restablecidas en 2005 y el aeropuerto fue reabierto en 2007.
También se han construido lugares para el culto religioso. El 17 de octubre de 2008 fue inaugurada la mezquita «Corazón de Chechenia», que puede dar cabida para 10 000 personas. Todo el complejo se expande sobre 14 hectáreas, siendo así la mayor mezquita de Europa.

## Clima
Grozni tiene un clima continental húmedo (Köppen Dfa), con inviernos gélidos además de veranos calurosos y largos que pueden superar incluso los 35 °C de temperatura. Las lluvias en verano son irregulares y varían mucho de mes a mes.
| Parámetros climáticos promedio de Grozni (1991-2020) | Parámetros climáticos promedio de Grozni (1991-2020) | Parámetros climáticos promedio de Grozni (1991-2020) | Parámetros climáticos promedio de Grozni (1991-2020) | Parámetros climáticos promedio de Grozni (1991-2020) | Parámetros climáticos promedio de Grozni (1991-2020) | Parámetros climáticos promedio de Grozni (1991-2020) | Parámetros climáticos promedio de Grozni (1991-2020) | Parámetros climáticos promedio de Grozni (1991-2020) | Parámetros climáticos promedio de Grozni (1991-2020) | Parámetros climáticos promedio de Grozni (1991-2020) | Parámetros climáticos promedio de Grozni (1991-2020) | Parámetros climáticos promedio de Grozni (1991-2020) | Parámetros climáticos promedio de Grozni (1991-2020) |
| Mes                                                  | Ene.                                                 | Feb.                                                 | Mar.                                                 | Abr.                                                 | May.                                                 | Jun.                                                 | Jul.                                                 | Ago.                                                 | Sep.                                                 | Oct.                                                 | Nov.                                                 | Dic.                                                 | Anual                                                |
| ---------------------------------------------------- | ---------------------------------------------------- | ---------------------------------------------------- | ---------------------------------------------------- | ---------------------------------------------------- | ---------------------------------------------------- | ---------------------------------------------------- | ---------------------------------------------------- | ---------------------------------------------------- | ---------------------------------------------------- | ---------------------------------------------------- | ---------------------------------------------------- | ---------------------------------------------------- | ---------------------------------------------------- |
| Temp. máx. abs. (°C)                                 | 15.5                                                 | 22.3                                                 | 32.9                                                 | 33.7                                                 | 38.1                                                 | 39.1                                                 | 42.0                                                 | 41.4                                                 | 40.7                                                 | 32.5                                                 | 23.7                                                 | 18.0                                                 | 42.0                                                 |
| Temp. máx. media (°C)                                | 2.3                                                  | 3.7                                                  | 10.1                                                 | 17.3                                                 | 23.2                                                 | 28.2                                                 | 30.8                                                 | 30.6                                                 | 25.1                                                 | 17.2                                                 | 8.8                                                  | 3.5                                                  | 16.7                                                 |
| Temp. media (°C)                                     | -1.5                                                 | -0.6                                                 | 4.7                                                  | 10.8                                                 | 16.7                                                 | 21.4                                                 | 23.9                                                 | 23.6                                                 | 18.5                                                 | 11.6                                                 | 4.5                                                  | 0.1                                                  | 11.1                                                 |
| Temp. mín. media (°C)                                | -4.2                                                 | -3.7                                                 | 0.8                                                  | 5.7                                                  | 11.5                                                 | 15.9                                                 | 18.2                                                 | 17.9                                                 | 13.4                                                 | 7.3                                                  | 1.4                                                  | -2.5                                                 | 6.8                                                  |
| Temp. mín. abs. (°C)                                 | -31.5                                                | -30.8                                                | -19.1                                                | -7.6                                                 | -3.1                                                 | 5.6                                                  | 9.2                                                  | 5.0                                                  | -2.7                                                 | -9.6                                                 | -23.5                                                | -26.6                                                | -31.5                                                |
| Precipitación total (mm)                             | 29                                                   | 24                                                   | 34                                                   | 43                                                   | 67                                                   | 84                                                   | 53                                                   | 48                                                   | 48                                                   | 51                                                   | 36                                                   | 33                                                   | 550                                                  |
| Días de precipitaciones (≥ 1 mm)                     | 4.9                                                  | 5.2                                                  | 4.9                                                  | 5.1                                                  | 7.2                                                  | 8.0                                                  | 6.2                                                  | 5.7                                                  | 4.6                                                  | 5.9                                                  | 5.8                                                  | 6.3                                                  | 69.8                                                 |
| Horas de sol                                         | 59                                                   | 67                                                   | 104                                                  | 167                                                  | 219                                                  | 242                                                  | 247                                                  | 234                                                  | 186                                                  | 136                                                  | 68                                                   | 49                                                   | 1778                                                 |
| Fuente n.º 1: Погода и климат                        |                                                      |                                                      |                                                      |                                                      |                                                      |                                                      |                                                      |                                                      |                                                      |                                                      |                                                      |                                                      |                                                      |
| Fuente n.º 2: NOAA (Horas de sol, 1961-1990)         |                                                      |                                                      |                                                      |                                                      |                                                      |                                                      |                                                      |                                                      |                                                      |                                                      |                                                      |                                                      |                                                      |

## Transporte

### Tren
El primer tren llegó a la estación de trenes de Grozni el 1 de mayo de 1893.

### Tranvía y trolebuses
El 5 de noviembre de 1932, el sistema de tranvía de Grozni se abrió al público, y en 1990 tenía 85 kilómetros (53 millas) de largo, con 107 nuevos tranvías KTM-5 construidos en Rusia que recibió a finales de la década de 1980, y dos depósitos del sistema de trolebuses Grozni comenzó a funcionar el 31 de diciembre de 1975, y en 1990 tenía aproximadamente 60 kilómetros (37 millas) de largo con 58 autobuses y un depósito. Ambas versiones del transporte estuvieron bajo una presión difícil a principios de la década de 1990, con el robo frecuente de equipos, el personal no recibió un pago adecuado y las huelgas resultantes. Se canceló una importante ruta de extensión del Trolebús al aeropuerto. Con el estallido de la primera guerra chechena, ambos servicios de transporte dejaron de funcionar. Durante las batallas destructivas, las vías del tranvía fueron bloqueadas o dañadas, los automóviles y autobuses se convirtieron en barricadas. El sistema de trolebuses tuvo más suerte, ya que la mayoría de sus equipos, incluido el depósito, sobrevivieron a la guerra. En 1996 fue visitado por especialistas de la Compañía de Troelobús de Vólogda, quienes repararon algunas de las líneas, con los servicios planeados para reiniciarse en 1997. Sin embargo, después de que regresaron, la mayor parte del equipo fue robado. Los autobuses sobrevivientes fueron transportados a Volzhski, donde fueron reparados y utilizados en el nuevo sistema de trolebuses.
Después de la segunda guerra chechena, quedaba poca infraestructura de ambos sistemas. El Ministerio de Transporte de la República de Chechenia, creado en 2002, decidió no construir el sistema de tranvías (calificado como demasiado caro y sin responder a las necesidades de la ciudad, ya que desde entonces había perdido la mitad de su población). Sin embargo, el sistema de trolebuses fue más afortunado y, a pesar de los retrasos, Grozni espera reabrirlo para 2010.

### Aeropuerto
La ciudad es servida por el aeropuerto de Grozni, centro de la aerolínea Grozny Avia.

### Sistema de intercambio
En 2018, la compañía de vehículos compartidos de Delimobil proporcionó oficialmente a la capital de la República de Chechenia unos 30 Hyundai Solaris. Para conducir los automóviles, el usuario debe reservarlos a través de la aplicación de la empresa propietaria.
En el mismo año, el Delisamokat proporcionó a la ciudad 120 scooters eléctricos y algunas estaciones de scoteers.

## Deporte
De esta ciudad es el Ajmat Grozni, un club de fútbol de la Liga Premier de Rusia. Después de ganar la promoción al quedar segundo en la Liga Nacional de Fútbol de Rusia en 2007, Ajmat Grozni terminó décimo en la Liga Premier de Rusia en 2008. El equipo todavía juega en el nivel superior. El club es propiedad de Ramzán Kadírov y juega en el Ajmat Arena de la ciudad, recientemente construido. Ruud Gullit fue el gerente del equipo desde el comienzo de la temporada 2011, pero luego fue despedido por el club en junio.